# آمياوات

الآمياوات (الاسم العلمي: Amiinae) هي أسرة من الأسماك تتبع فصيلة الآميية من رتبة الآمييات.

## أجناس
- الآميا (الاسم العلمي: Amia)
- الآميا الزائفة (الاسم العلمي: †Pseudamiatus) منقرض
- السيكلوروس (الاسم العلمي: †Cyclurus ) منقرض